# World in Conflict
World in Conflict è un videogioco strategico in tempo reale sviluppato dalla Massive Entertainment e pubblicato da Sierra Entertainment. Il videogioco è ambientato nel 1989 in un periodo di instabilità economica simile a quello realmente esistito. Nel videogioco l'Unione Sovietica inizia una guerra con l'occidente.
Il gioco, previsto inizialmente su Xbox 360 e Microsoft Windows, in seguito è stato annunciato anche per PlayStation 3 per la fine del 2008; tuttavia, entrambe le versioni per console hanno subito degli slittamenti e nel marzo 2009 sono state ufficialmente annullate.
È stata pubblicata anche una Collector's edition che include un frammento autentico del muro di Berlino con tanto di certificato di garanzia.

## Trama
Il gioco è ambientato in un 1989 alternativo, nel quale l'Unione Sovietica è ormai prossima alla bancarotta a causa della sua disastrosa situazione economica. Decide quindi di richiedere corposi aiuti economici ai paesi occidentali. Le Nazioni Unite però rifiutano, preferendo intavolare negoziati in cui richiedono una riforma del sistema economico e politico sovietico in cambio degli aiuti. Inizialmente l'URSS sembra accettare queste condizioni, ma ai primi di giugno del 1989, mentre i colloqui diplomatici sono in corso, le forze sovietiche attaccano la Germania Ovest ed il resto dell'Europa occidentale, dando così inizio alla Terza Guerra Mondiale.
Quattro mesi dopo, i soldati dell'URSS invadono a sorpresa Seattle, Washington. Un gruppo di fanti statunitensi ed un manipolo di uomini della Guardia Nazionale li affrontano, mentre i civili vengono evacuati. Ritirandosi a sud sotto il comando del Colonnello Sawyer, gli statunitensi vincono a Pine Valley, arrestando l'avanzata sovietica. Un mese dopo, l'Armata Rossa attacca nuovamente verso est in direzione di Fort Teller per disattivare lo Scudo Spaziale. L'URSS non è a conoscenza che il progetto è in realtà una farsa e di conseguenza la difesa della struttura ha la massima priorità. Sawyer e le sue forze s'impegnano in una serie di battaglie per ritardare l'avanzata russa verso il Forte. Nella cittadina di Cascade Falls le forze statunitensi vengono però sopraffatte da un enorme numero di forze sovietiche e Sawyer è costretto a richiedere il lancio di un missile nucleare tattico per fermarle. Tuttavia il comandante necessita dei volontari per bloccare i russi e non far loro pensare che qualcosa non va. Sarà un costernato Bannon ad accettare il compito. Il missile viene così lanciato, distruggendo la cittadina, le forze sovietiche, Bannon e la sua compagnia.
Un'analessi rivela che i diplomatici di entrambe le parti avevano lavorato per un mese per tentare d'evitare una nuova guerra mondiale, ma avevano fallito. Sawyer, Parker e Bannon erano in Francia come parte di una controffensiva NATO atta a sconfiggere l'invasione sovietica di Marsiglia. Nonostante il successo della controffensiva, Bannon si era reso responsabile della morte del comandante francese Sabatier. Poco tempo dopo erano stati inviati in missione segreta nel territorio dell'Unione Sovietica per recuperare il prototipo precipitato di un B-2. La missione li aveva successivamente condotti in un cantiere navale sovietico dove essi avevano distrutto dei sottomarini che sarebbero stati utilizzati in un attacco sulla Costa Orientale degli USA. Durante l'operazione, Bannon aveva scambiato dei civili sovietici per della fanteria, uccidendoli accidentalmente.
La trama ritorna così al presente. Dopo l'attacco nucleare, la Repubblica Popolare Cinese entra in guerra al fianco dei sovietici. La Cina attacca la Corea del Sud, Taiwan e l'India ed invia una flotta d'invasione per rafforzare la testa di ponte a Seattle. Il presidente degli Stati Uniti ordina alle forze statunitensi rimanenti di liberare Seattle a tutti i costi, pena il lancio di missile nucleare contro quest'ultima. Sawyer, disperato, per evitare un altro Cascade Falls in scala più grande, ordina alle sue forze un attacco prima che lo sbarco cinese abbia luogo. Le forze statunitensi riescono a sfondare la difesa perimetrale dell'Armata Rossa di stanza a Seattle, e a catturare una nave da guerra russa da reimpiegare contro la flotta cinese. I battaglioni di rinforzo degli Stati Uniti lanciano il loro contrattacco, guidato dal V Battaglione. Seattle viene riconquistata prima che la flotta vi arrivi ed i cinesi sono costretti alla ritirata. Il gioco finisce con una dichiarazione di Parker riguardo al fatto che c'è la possibilità di nuovi, futuri combattimenti.

## Modalità di gioco
Sulla scia di molti strategici in tempo reale - e specialmente dei Ground Control, di cui World in Conflict può essere definito il successore spirituale - il gioco non prevede la costruzione di basi né la raccolta di risorse. Il giocatore ha a disposizione una quantità predefinita di crediti per acquistare le unità; se durante il gioco queste vengono distrutte, il loro valore viene restituito al giocatore dopo un breve lasso di tempo, permettendo di creare nuove unità da inviare un rinforzo. Una delle caratteristiche principali di World in Conflict è il controllo della telecamera, totalmente libero ed effettuato tramite mouse e tastiera.

### Unità
URSS
Carri Armati:
```
T-80U (carro pesante)
T-62 (carro medio)
PT-76 (carro leggero)
BMP-2 (blindato per trasporto truppe)
BTR-80 (veicolo anfibio)
```

Elicotteri:
```
Mi-24V Hind (elicottero d'attacco pesante)
Mi-28 Havoc (elicottero d'attacco leggero)
Mi-8 (elicottero da trasporto)
Ka-25 (elicottero da ricognizione)
```

Mezzi di Supporto:
```
267 - Pion (artiglieria pesante)
261 - Gvozdika (artiglieria leggera)
8K35 Strela 10 (antiaerea pesante)
ZSU 23-4 Shilka (contraerea leggera)
VT-55 (veicolo riparazioni)
UAZ 469 (fuoristrada)
```

USA
Carri Armati:
```
M1A1 Abrams (carro pesante)
M60A3 (carro medio)
M551 Sheridan (carro leggero)
M2A2 Bradley (blindato per trasporto truppe)
AAVP7A1 (veicolo anfibio)
```

Elicotteri:
```
AH-64A Apache (elicottero d'attacco pesante)
AH-1W Super Cobra (elicottero d'attacco leggero)
UH-60 Black Hawk (elicottero da trasporto)
OH-6A Cayuse (elicottero da ricognizione)
```

Mezzi di Supporto:
```
M270 MLRS (artiglieria pesante)
M125 MCV (artiglieria leggera)
M48 Chaparral (antiaerea pesante)
M163 VADS (antiaerea leggera)
M88A1 MRV (veicolo riparazioni)
M1025 HMMWV (fuoristrada)
```

NATO
Carro Armato:
```
Leopard 2A4 (carro pesante)
Chieftain Mk5 (carro medio)
FV101 Skorpion (carro leggero)
FV510 Warrior (blindato per trasporto truppe)
Spähpanzer Luchs (veicolo anfibio)
```

Elicotteri:
```
A129 Mangusta (elicottero d'attacco pesante)
SA-341 Gazelle (elicottero d'attacco leggero)
SA.330 Super Puma (elicottero da trasporto)
PAH-1 (elicottero da ricognizione)
```

Mezzi di Supporto:
```
LARS 110 SF.2 (artiglieria pesante)
FV432 Mortar Carrier (artiglieria leggera)
Roland FRK (antiaerea pesante)
Flakpanzer Gepard (antiaerea leggera)
Chieftain AAVR (veicolo riparazioni)
D90 (fuoristrada)
```

### Unità e aiuto tattico
Il gioco contempla tre diverse fazioni: gli USA, la NATO e le truppe delle forze armate sovietiche . Nella modalità giocatore singolo solo le prime due possono essere comandate. Nell'espansione Soviet Assault, invece è possibile controllare anche l'esercito sovietico. Le unità a disposizione variano da missione a missione: sono comunque presenti fanteria, aeronautica, forze militari di supporto e forze meccanizzate. Un altro elemento caratteristico del gioco è il l'aiuto tattico, simile a quello visto in Command & Conquer: Generals. Tramite questo aiuto è infatti possibile chiedere, in caso di necessità, un supporto da parte aerea (bombardamenti mirati, truppe aviotrasportate) o terrestre (fuoco di sbarramento tramite mortai). Come con le unità anche gli aiuti tattici sono disponibili tramite dei crediti, che si ricaricano dopo un certo tempo.

### Obiettivi
In ogni missione sono presenti obiettivi primari e secondari: questi ultimi, anche se non necessari, se portati a termine possono dare dei bonus al giocatore (unità gratuite, crediti aggiuntivi ecc.) o influire sugli eventi della battaglia. Queste sono incentrate sulla conquista di punti strategici, rappresentati da cerchi di colore rosso (posseduti dal nemico), bianco (neutrali) o verde (alleati); per conquistarli occorre posizionare almeno una unità al loro interno così da permettere alle truppe di fortificare la posizione.

## Fisica
Il gioco è stato sviluppato con il motore fisico Havok, aggiornato alla versione 4, utilizzato anche in giochi come Ghost Recon: Advanced Warfighter e Company of Heroes. Il motore fisico viene utilizzato per gestire gli oggetti, le esplosioni e le deformazioni degli oggetti. Un blindato colpito da un proiettile nemico subirà una deformazione della corazza legata alla potenza del proiettile. Il gioco utilizza le librerie DirectX 9 ma se presenti può utilizzare anche le DirectX 10. In presenza di queste ultime, il programma attiva alcuni effetti aggiuntivi come quelli particellari. Se, per esempio, sono presenti le DirectX 10 si potrà vedere come gli elicotteri, attraversando una colonna di fumo, ne modificheranno la forma per via delle turbolenze introdotte dal rotore. Con le DirectX 9, invece, la colonna di fumo rimarrà immutata.

## Influenze culturali
Il film Alba rossa (1984) è stato definito un'influenza fondamentale per la realizzazione del gioco dagli sviluppatori. In Alba Rossa viene immaginata un'invasione degli Stati Uniti da parte dell'Armata Rossa e delle truppe cubane. La trama del gioco richiama fortemente quella della pellicola, sebbene in quest'ultima l'oggetto delle mire espansionistiche sovietiche fosse lo Stato del Colorado anziché quello di Washington. L'influenza del film è inoltre riscontrabile nelle scene iniziali, dove, dopo essersi impossessate di Seattle, le truppe sovietiche richiedono il massiccio intervento dei reparti aviotrasportati. Infine in una delle schermate di caricamento si vede chiaramente che Cuba entra in guerra con gli USA, proprio come nell'opera cinematografica.
Nel romanzo di Tom Clancy Uragano rosso si trovano altri elementi presenti nel videogioco, come la guerra tra il Patto di Varsavia e la NATO e la rappresentazione delle operazioni marittime. Un altro elemento che lega il libro al videogioco è che il coautore del libro Larry Bond è il principale consulente militare del videogioco.
Nella missione "Libertà", dopo che un commando Spetsnaz si impadronisce di Liberty Island minacciando di lanciare armi chimiche su Manhattan, al giocatore è richiesto di liberare l'isola prima che venga lanciato un bombardamento USA che la distruggerebbe. Questo è un chiaro riferimento al film The Rock (1996). Nel finale della missione si vede che il bombardamento viene annullato in seguito al lancio del fumo verde proprio come nel film.
Nella missione "La tana dell'orso" compare la scheda tecnica di un sottomarino sovietico classe Typhoon: non si esclude che questa possa essere una citazione dal film Caccia a Ottobre Rosso (1990).

## Espansioni
Dopo alcune vicissitudini che lo hanno portato ad essere posticipato dall'Autunno 2008, World in Conflict: Soviet Assault è uscito per PC a marzo 2009. È ambientato sempre nel 1989 in Europa e contiene 6 mappe per il giocatore singolo e 8 per il multigiocatore.

## Curiosità
- Nelle missioni europee, si possono utilizzare elicotteri d'assalto. Ingrandendo la visuale sulla fiancata destra di essi è possibile leggere la dicitura "ESERCITO". Si tratta infatti di elicotteri d'assalto italiani, gli AW129 "Mangusta".
- Nell'introduzione della seconda missione americana si vede una valigia aperta contenente una maglietta con il logo Massive.
- In alcune schermate di caricamento si può notare come i sovietici siano riusciti ad occupare anche parte del Piemonte e della Liguria. Nell'espansione Soviet Assault, si scopre che, in seguito alla sconfitta nella campagna francese, i russi si sono ritirati dal Piemonte e dalla Liguria, ma hanno conquistato le coste del Veneto e del Friuli-Venezia Giulia.
- Se si entra nell'epicentro dell'esplosione di una bomba nucleare, la visuale subirà delle lievi interferenze dovute alla ricaduta radioattiva, che via via aumenteranno di intensità.
- Se si ingrandisce la visuale su unità di fanteria e carri armati, si possono sentire le squadre e gli equipaggi discutere. I dialoghi saranno in lingue diverse, a seconda di quale fazione il giocatore utilizza.